# Dagfinn Næss
Dagfinn Arthur Næss (8. januar 1934 – 5. juli 2008) var en norsk bokser.
Han blev født i Bergen. Han deltog i ni individuelle nationale mesterskaber mellem 1953 og 1966, hvor han repræsenterede klubben Bergen-Sparta. Hans vægtklasser var letvægt og letsværvægt. Han deltog under Sommer-OL 1960 hvor han kom på en 9.-plads. Han var æresmedlem af Norges bokseforbund.
Han døde i 2008.